# ジュヌヴィエーヴ・ドワイアン
ジュヌヴィエーヴ・ドワイアン（Geneviève Doyen, 1944年10月5日 - 2004年9月24日）は、フランスのピアノ奏者。
パリにジャン・ドワイアンの娘として生まれ、４歳の頃から父の薫陶を受ける。パリ音楽院で父のクラスで学び、プルミエ・プリを得て卒業後は父のアシスタントを経て1970年からパリのフレデリック・ショパン音楽院やフランシス・プーランク音楽院で教鞭をとるようになった。父の死後は、パリ音楽院でヴェンティスラフ・ヤンコフのアシスタントを1990年まで兼務した。門下にはクレール・デゼールらがいる。
パリにて死去。

## 註
1. ↑  musimem.com